# Goffredo Lombardo
Goffredo Lombardo (ur. 15 maja 1920 w Neapolu; zm. 2 lutego 2005 w Rzymie) – włoski producent filmowy. 
Syn producenta Gustavo Lombardo, który po śmierci ojca w 1951 przejął kontrolę nad wytwórnią filmową Titanus. Wyprodukował takie filmy włoskiego kina lat 50. i 60., jak m.in. Niebieski ptak (1955) Federico Felliniego, W pełnym słońcu (1960) René Clémenta, Rocco i jego bracia (1960) i Lampart (1963) Luchino Viscontiego.
Pełnił funkcję wiceprzewodniczącego jury konkursu głównego na 18. MFF w Cannes (1965). Z okazji stulecia kina w 1995 przyznano mu Honorowego Złotego Lwa za całokształt twórczości na 52. MFF w Wenecji.